# Liga tesalia
La Liga tesalia o Confederación tesalia fue una institución que agrupaba una serie de ciudades estado y tribus de la región de Tesalia en el norte de Grecia y era dirigida por unas pocas familias aristocráticas (Alévadas y Escópadas). La sede de la Liga tesalia fue Larisa.

## Historia
La Liga tesalia funcionó desde al menos el siglo VI a. C., cuando estaba bajo la dirección de Alevas. Estaba dividida en cuatro partes, llamadas tétradas —Hestieótide, Pelasgiótide, Tesaliótide y Ptiótide—, cada una de las cuales constaba de cuatro ciudades y tenía que proveer a la Liga 40 jinetes y 80 hoplitas. Así, en esta época, la Liga la componían 16 ciudades y además otros territorios que eran tributarios o aliados.
En el 457 a. C., la Liga tesalia luchó junto a Atenas y Argos contra Esparta y Beocia en las batallas de Tanagra y Enofita.
En el 374 a. C. el ambicioso Jasón de Feras, que tenía planes de conquistar el reino de Macedonia y construir una gran flota para someter a los persas, se hizo con el control de Tesalia y fue designado tagos de la Liga. Después de él fueron tagos sus hijos Polifrón y Polidoro, y sus sobrinos Alejandro y Tisífono.
A raíz de la tercera guerra sagrada, el año 352 a. C. el rey macedonio Filipo II pasó a controlar la Liga tesalia, la que dirigió bajo el título de arconte.
Permaneció en manos de los macedonios hasta el año 196 a. C., en el que volvió a ser independiente por un decreto de Tito Quincio Flaminino, aunque tutelada por Roma. En ese momento se incorporaron los enianes a la Liga. Estos últimos abandonaron la Liga tras la batalla de Pidna de 168 a. C.
En la tercera guerra macedónica, el año 171 a. C. la Liga tesalia participó como aliada de Roma en la batalla de Calícino, cuyo resultado fue una derrota contra el ejército macedonio. Pese a ello, fue una batalla en la que la caballería tesalia demostró un gran valor.
La Liga tesalia, al igual que otras ligas de otras áreas de Grecia, fue disuelta en 146 a. C. tras la batalla de Corinto, en la que Roma se impuso sobre una alianza griega y la sometió definitivamente.